# Bréau (Sena y Marne)
 Bréau  es una población y comuna francesa, en la región de Isla de Francia, departamento de Sena y Marne, en el distrito de Melun y cantón de Mormant.

## Demografía
| 118 | 105 | 125 | 182 | 301 | 343 |
| Para los censos de 1962 a 1999 la población legal corresponde a la población sin duplicidades (Fuente: INSEE [Consultar]) |     |     |     |     |     |